# 水管路
水管路（Shueiguan Rd.）為高雄市楠梓區、仁武區的主要道路，隸屬高52-1線。西起於高楠公路口，末端銜接仁林路，共分為三段。為往來高雄市仁武區、大樹區、楠梓區、三民區的重要道路。

## 行經行政區域
- 楠梓區
- 仁武區

## 分段
水管路共分成三段：
- 水管路：西起於高楠公路口，東於仁和街、安樂東街口接二段。
- 二段：西於仁和街、安樂東街口接水管路，東於中正路口接三段。
- 三段：西於中正路口接二段，東止於仁林路口。

## 沿線設施
（由西至東）
- 水管路：
  - 仁武工業區
    - 台灣塑膠工業股份有限公司仁武廠

  - 全家便利商店仁塑店
  - 7-ELEVEN台塑門市
  - 中華郵政高雄台塑郵局
  - 茶的魔手仁武鳳仁店
  - 仁武安居社會住宅（興建中）
  - 仁武運動公園
  - 米其林輪胎統玉店
  - 仁武光之塔
- 水管路二段：
  - 台灣糖業股份有限公司高雄區處（仁梓農場）
- 水管路三段：
  - 台糖加油站仁新站
  - 仁武超高壓變電所
  - 高雄市政府社會局仁武社會福利服務中心
  - 高雄市政府環境保護局仁武動力計排煙檢測站
  - KE 嘉里快遞
  - 獅龍溪
  - 中油烏材林油槽

## 相關連結
- 高雄市主要道路列表